# Traffic Server
Apache Traffic Server (ATS) — проєкт Apache Software Foundation, багатофункціональний, швидкий, масштабований, розширюваний, кешуючий проксі-сервер. Продукт забезпечує повну підтримку протоколу HTTP/1.1 і дозволяє забезпечити як кешування статичних об'єктів, таких як файли, JavaScript, CSS і малюнки, так і виступати в ролі проміжної ланки, що перенаправляє запити до фронтенд-серверів, які генерують динамічний контент.
Traffic Server підтримує режим кешування, що дозволяє знизити навантаження на сервер і скоротити внутрішній трафік за рахунок повторного використання та кешування віддачі часто запитуваних вебсторінок, зображень та звернень до вебсервісів. Для запитів, які не піддаються кешуванню, може застосовуватися режим проксі, що надає засоби балансувальника навантаження і фільтрації запитів. Для розширення функціональності Apache Traffic Server надається API для розробки плагінів, здатних вирішувати різні завдання, такі як зміна HTTP-заголовків та вмісту віддаваного контенту або створення обробників c реалізацією підтримки нових протоколів.
Сервер включає в себе набір сервісів для продуктивної роботи як розподіленої хмарної системи: засоби конфігурування, управління сесіями, балансування, авторизації та маршрутизації запитів.
Спершу проєкт представляв комерційну розробку Yahoo!, у 2009 році Yahoo! віддала її сирцеві коди в руки Apache Software Foundation. Traffic Server, здатний обробляти понад 75 тисяч запитів в секунду і щодня може собі дозволити 400 Тб даних і 30 млрд різних вебоб'єктів, виступає критичним компонентом «хмарних» інфраструктур на кшталт Yahoo!.
Основні області застосування та особливості Apache Traffic Server: 
- Кешування: зменшення часу відповіді, зниження навантаження на сервер і скорочення внутрішнього трафіку за рахунок повторного використання та кешування віддачі часто запитуваних вебсторінок, зображень та звернень до вебсервісів;
- Робота як проксі: підтримка keep-alive, фільтрації і анонімізації запитів контенту, використання як балансувальника навантаження;
- Швидкість: висока ступінь масштабованості на сучасних багатоядерних системах, здатність обробляти на звичайному обладнанні десятків тисяч запитів у секунду;
- Розширюваність: доступний API для розробки плагінів, що розширюють функціональність, здатних вирішувати різні завдання, такі як зміна HTTP-заголовків та вмісту віддаваного контенту або створення обробників c реалізацією підтримки нових протоколів;
- Надійність: система перевірена в промисловій експлуатації і використовується для віддачі сотень терабайт трафіку.

## Виноски
1. 1 2 3 4  Supported Operating Systems - Traffic Server - Apache Software Foundation
2. ↑  Traffic Server license file. Apache Software Foundation. Архів оригіналу за 3 листопада 2009. Процитовано 24 грудня 2009. [Архівовано 2009-11-03 у Wayback Machine.]
3. ↑  проєкт верхнього рівня від 2010 року. Статус первинності припускає вищий рівень, якого може досягти завдання, звичайно розбиваються на кілька підпроєктів. Всі проєкти Apache управляються самостійно вибраними командами активних учасників проєкту. Після переводу проєкту в розряд первинних, обирається спеціальний комітет з управління проєктом (Project Mangement Committee), який утворюється для контролю за щоденними операціями, включаючи взаємодію в співтоваристві і випуск релізів